# Luftfahrtmuseum Kbely
Das Luftfahrtmuseum Kbely (tschechisch: Letecké muzeum Kbely) ist ein Museum im nordöstlich gelegenen Verwaltungsbezirk 19 Kbely der tschechischen Hauptstadt Prag, etwa acht Kilometer entfernt vom Stadtzentrum an der Mladoboleslavská Ulice. Das Museum wird vom Militärhistorischen Institut der Tschechischen Streitkräfte betrieben und befindet sich auf dem Gelände des Militärflugplatzes Prag-Kbely. In ihm ist ein Querschnitt durch die Fluggeschichte der  tschechoslowakischen bzw. (ab 1993) tschechischen Luftstreitkräfte seit 1918 dargestellt. Das Luftfahrtmuseum Kbely ist mit seinem Bestand von fast 300 Flugzeugen, davon etwa die Hälfte dem Publikum zugänglich, eines der größten Flugzeugmuseen in Europa.

## Geschichte
Kbely war bereits zu Beginn des 20. Jahrhunderts ein Militärflugplatz, der nach dem Ersten Weltkrieg für gelegentliche Flugvorführungen benutzt wurde. Im Oktober 1923 wurde der erste Linienflug von hier aus nach Bratislava von der damals neu gegründeten CSA Czechoslovak Airlines (heutiger Name: Czech Airlines, tschechisch: ČSA České aerolinie) gestartet. Aktuell wird der Flughafen hauptsächlich durch das Tschechische Militär für Flugerprobungen verwendet.
Die erste große, noch improvisierte Flugzeugausstellung wurde hier 1967 organisiert. 1968 wurde das Luftfahrtmuseum aus Anlass des 50-jährigen Bestehens der tschechoslowakischen Luftfahrtindustrie offiziell gegründet. Sukzessive wurde das Museum im Laufe der folgenden Jahre von einer auf fünf Hallen und mehrere große Freiflächen erweitert.

## Aufbau des Museums

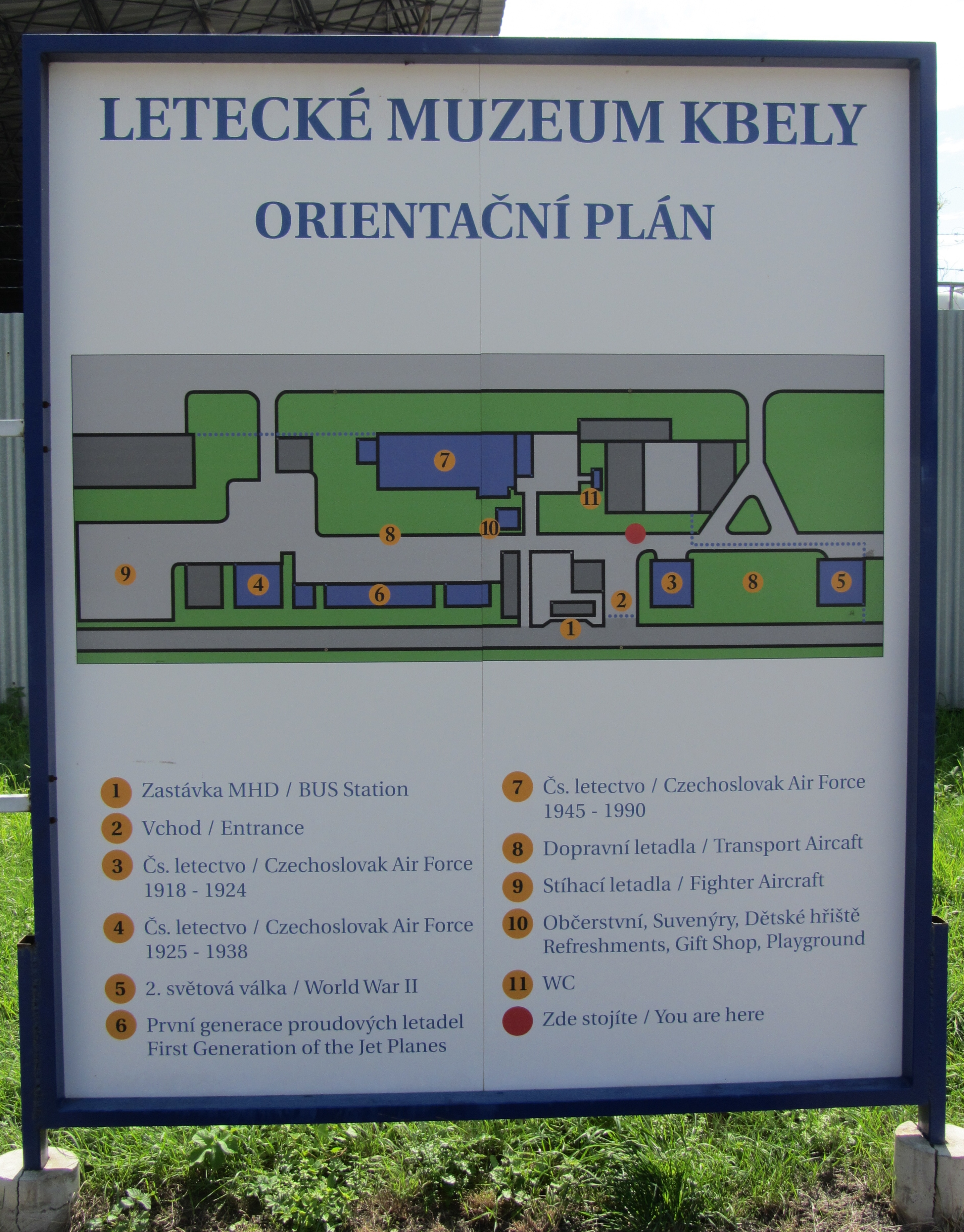
Übersichtstafel (2011)

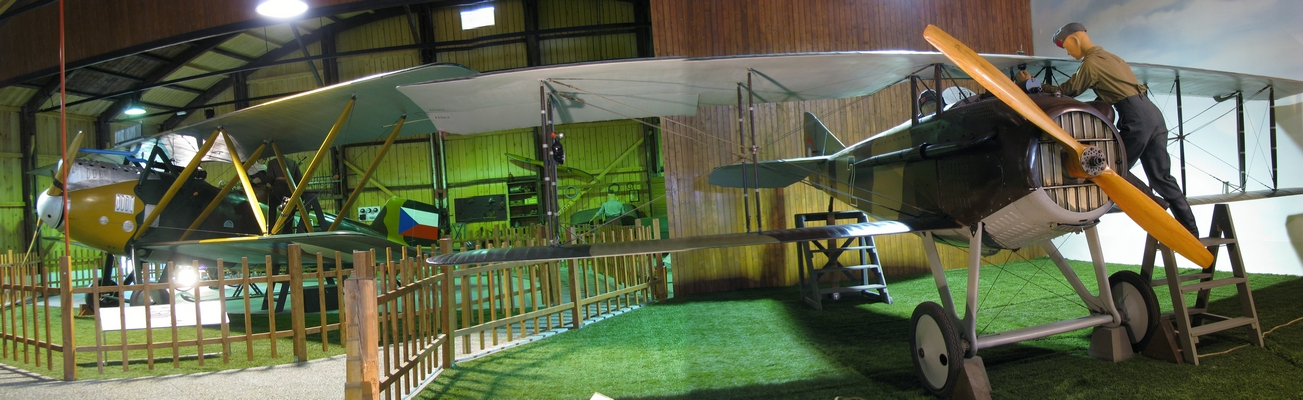
Halle mit Exponaten zwischen 1918 und 1924

Halle mit Exponaten aus dem Zweiten Weltkrieg

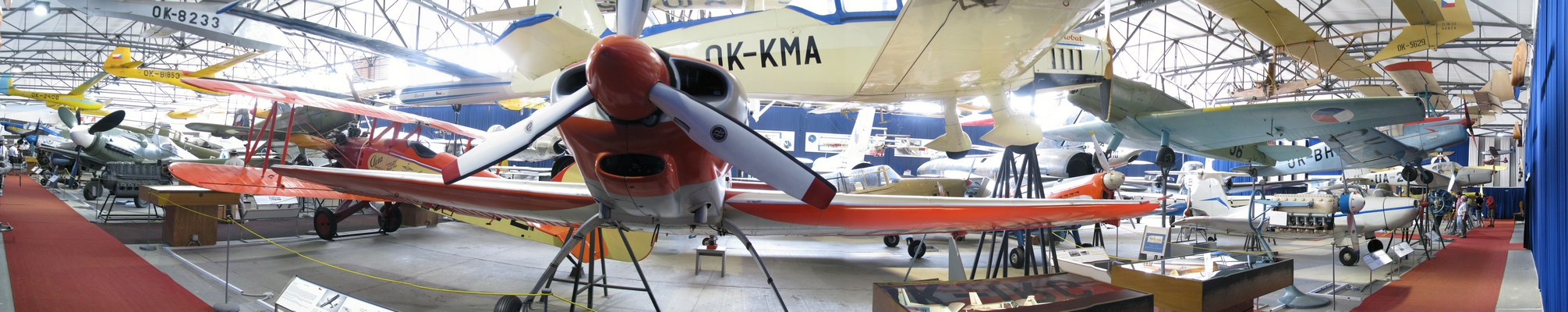
Halle mit Exponaten zwischen 1945 und 1990

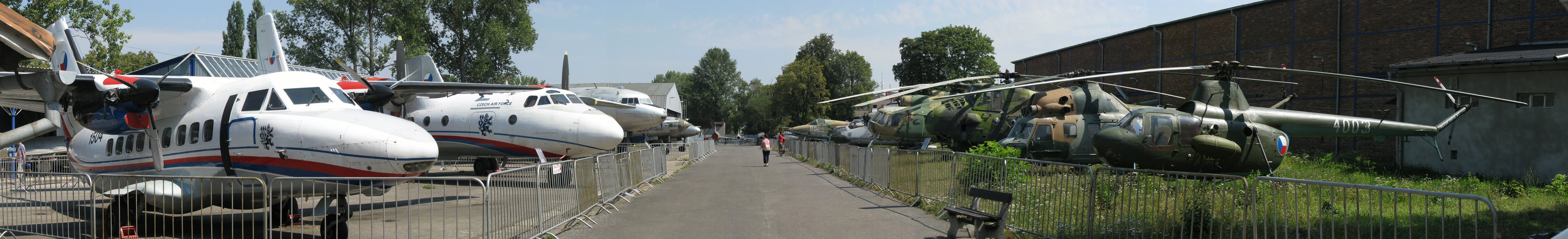
Freifläche mit Flugzeugen und Hubschraubern

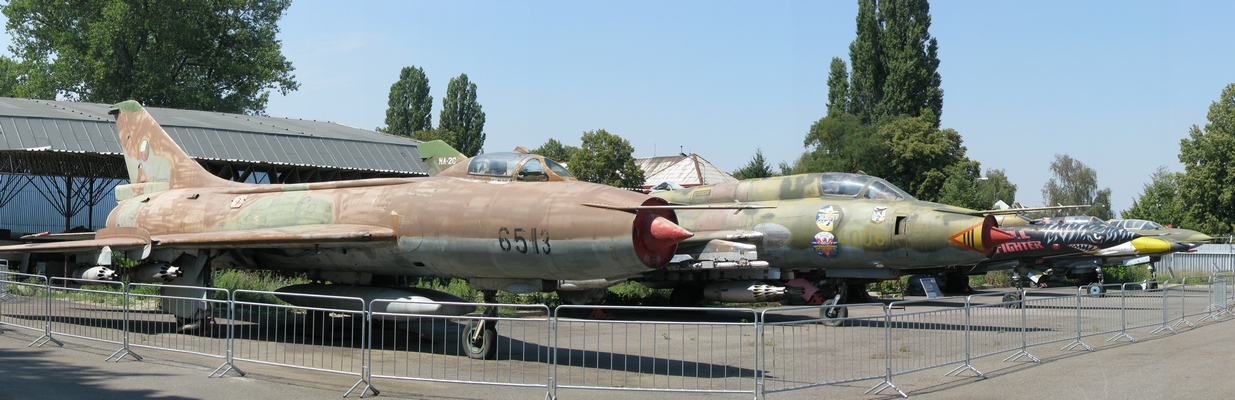
Freifläche mit Strahlflugzeugen

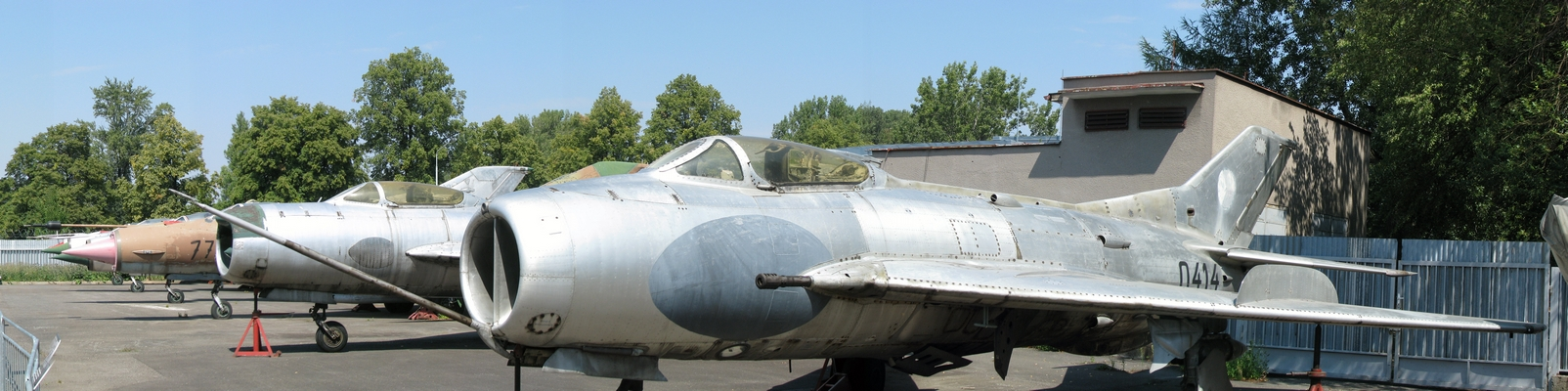
Freifläche mit Strahlflugzeugen

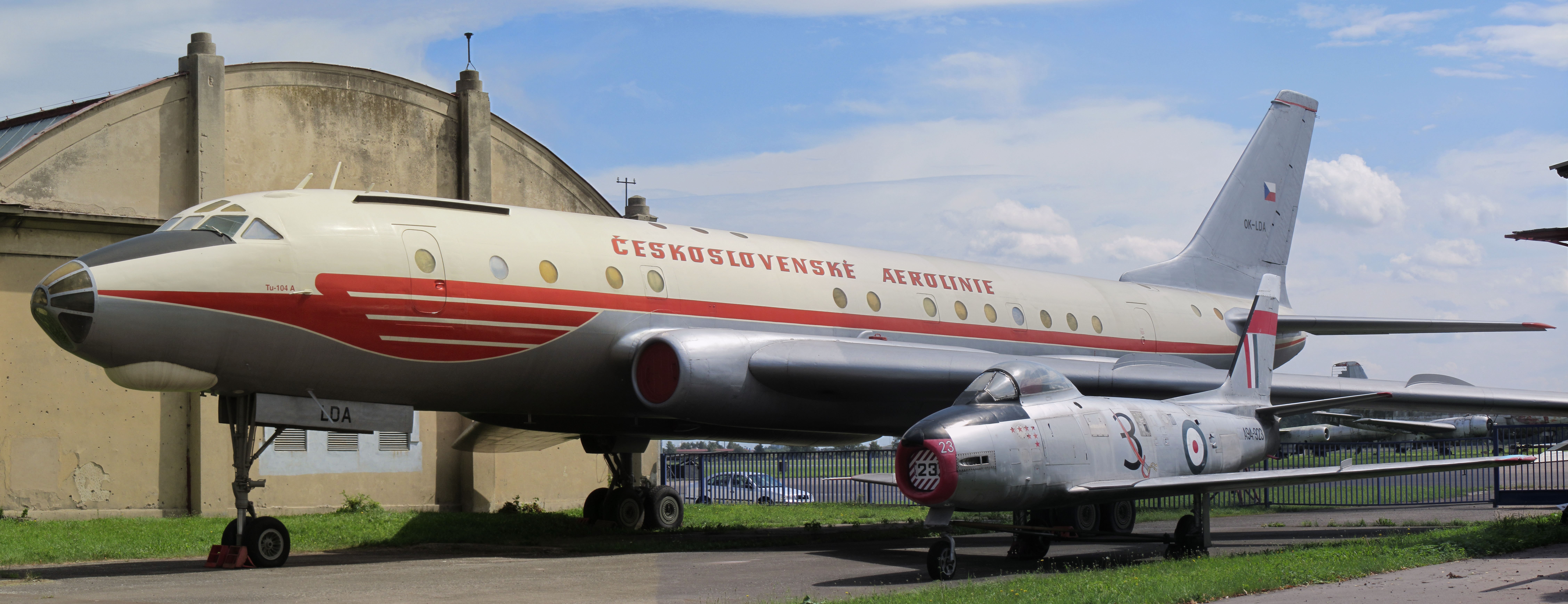
Tu-104A neben einer CAC-27 Sabre auf der Freifläche

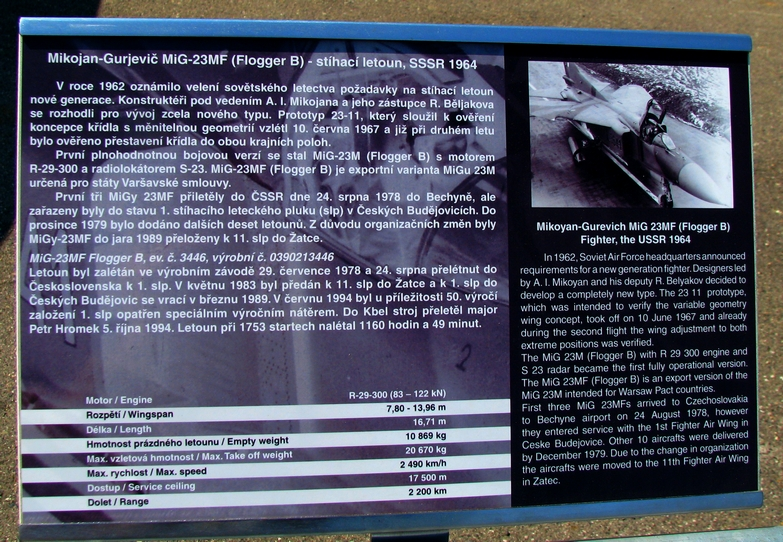
Beispiel einer Informationstafel (MiG-23)

In fünf aufwendig gestalteten Flugzeughallen und auf mehreren Freiflächen sowie in verschiedenen Magazinen sind fast 300 Flugzeuge zusammengeführt. Die ständige Ausstellung umfasst über 100 Modelle in den Hallen, über zwei Dutzend auf Freiflächen und etwa ein Dutzend noch flugfähiger Flugzeuge im Bereich des Flugfeldes. Etwa die Hälfte der Flugzeuge in sehr unterschiedlichem Erhaltungszustand sind derzeit in nicht direkt zugänglichen Magazinbereichen untergebracht.
Thematisch werden die Besucher durch die Geschichte der militärischen tschechoslowakischen und tschechischen Luftfahrt seit 1918 geführt:

### Hallen
- Halle Tschechoslowakische Luftwaffe 1918–1924
- Halle Tschechoslowakische Luftwaffe 1925–1938
- Halle Zweiter Weltkrieg mit einer Sonderausstellung Pilotenuniformen
- Halle Erste Strahlflugzeuge
- Halle Tschechoslowakische Luftstreitkräfte 1945–1990

### Freiflächen
- Freifläche Helikopter
- Freifläche Kampfflugzeuge mit Strahltriebwerken
- Freifläche Transporter und sonstige Flugzeuge seit 1945

## Ausgestellte Flugzeuge
Die Sammlung enthält Militärmaschinen unterschiedlichster Bauart, Propellerflugzeuge ebenso wie ein- oder zweistrahlige Typen sowie Hubschrauber. Besonderer Wert wird auf die Darstellung der tschechoslowakischen Modelle seit den ersten Entwicklungen zu Beginn des 20. Jahrhunderts gelegt, darunter Exponate der tschechoslowakischen (heute tschechischen) Typen Aero und Avia. Auch amerikanische, sowjetische (heute russische bzw. ukrainische), schwedische und Flugzeuge anderer Nationen sind zeitlich geordnet ausgestellt.

### Flugzeuge
Zu sehen sind unter anderem diese Flugzeugtypen:
- Aero L-39 „Albatros“
- Aero Ae-45
- Avia Ba-122
- Antonow An-24, NATO-Code „Coke“
- CAC-27 „Sabre“ (australische Variante der North American F-86)
- Iljuschin Il-2m3
- Avia 14M (Variante der Il-14)
- Avia 14T (Variante der Il-14)
- Iljuschin Il-18, NATO-Code „Coot“
- Iljuschin Il-28, NATO-Code „Beagle“
- Jakowlew Jak-17, NATO-Code „Type 16“/„Feather“
- Lissunow Li-2, NATO-Code „Cab“ (Variante der DC-3)
- McDonnell F-4 „Phantom“
- MiG-15, NATO-Code „Fagot B“
- MiG-17, NATO-Code „Fresco“
- MiG-21, NATO-Code „Fishbed F“
- MiG-23MF, NATO-Code „Flogger B“
- Orličan L-40 „Meta Sokol“
- Northrop F-5E „Tiger II“
- Praga E-114 „Air Baby“
- Saab 37 „Viggen“
- Suchoi Su-7BKL, NATO-Code „Fitter B“
- Suchoi Su-22M, NATO-Code „Fitter K“
- Suchoi Su-25, NATO-Code „Frogfoot“
- Tupolew Tu-104A, NATO-Code „Camel“
- Tupolew Tu-154, NATO-Code „Careless“
- VZLU TOM-8
- Zlín 22 „Junak“
- Zlín Z-50LS

### Hubschrauber
Die Geschichte der militärischen Helikopter wird beispielsweise durch diese Modelle dargestellt:
- Aero HC-2 Heli Baby
- Mil Mi-1, NATO-Code „Hare“
- Mil Mi-2, NATO-Code „Hoplite“
- Mil Mi-4, NATO-Code „Hound“
- Mil Mi-24, NATO-Code „Hind D“
- Tragschrauber KD-67

### Raritäten

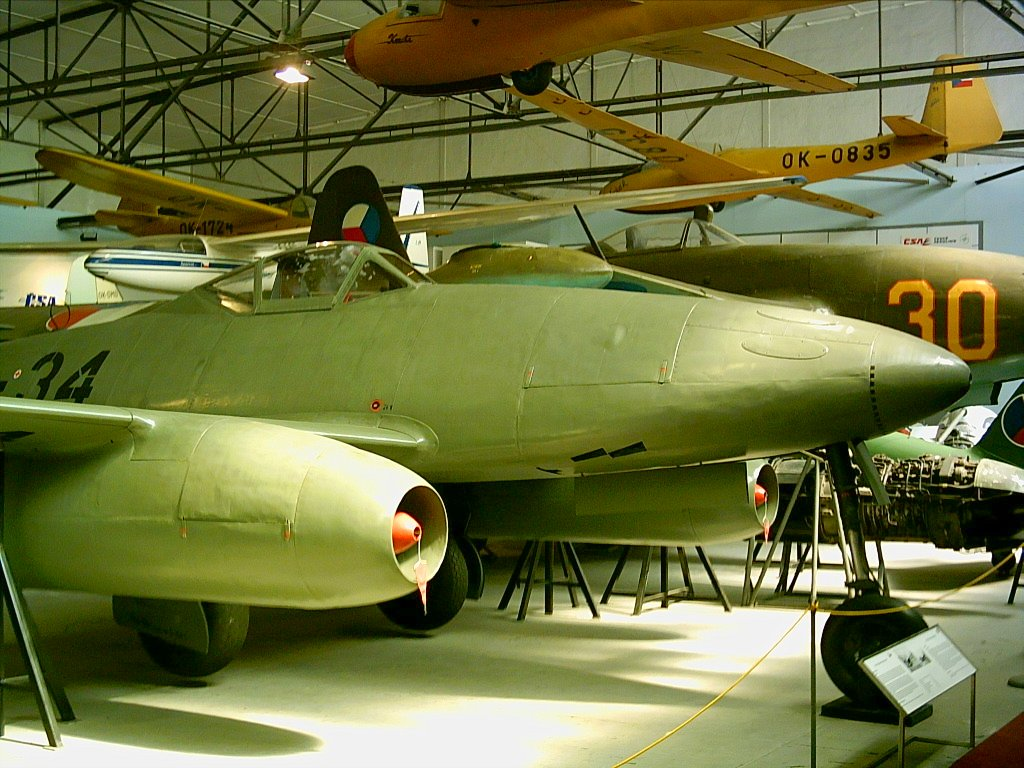
Eine Avia S-92 im Luftfahrtmuseum Kbely

Eine Reihe in keinem anderen Museum mehr vorhandener Raritäten sind zu sehen, darunter befinden sich:
- Aero XL-29 „Delfín“ (Prototyp)
- Avia BH-11
- Avia CS-92 (Nachbau der Me 262B)
- Avia S-92 (Nachbau der Me 262A)
- Avia CS-199 (Trainerversion, zweisitzige Variante der Me Bf 109)
- Avia S-199 (einsitzige Variante der Me Bf 109; hiervon gibt es allerdings noch ein einziges weiteres Exemplar im israelischen Luftwaffenmuseum auf dem Militärflugplatz Chazerim in der Negev[6])

Ergänzt wird die Ausstellung der Flugzeuge durch eine Vielzahl weiterer Exponate, beispielsweise das UAV-System WR-3 Rejs (Die tschechoslowakische Variante der Tupolew M-143), Schleudersitze, Motoren, kleine Modelle, eine umfangreiche Geschichte der Fliegeranzüge und -uniformen, eine Radaranlage und diverse weitere Dioramen. Zudem befindet sich hier die Landekapsel des Raumschiffs Sojus 28, mit dem 1978 erstmals ein Tscheche, Vladimír Remek, ins All flog.
Alle Exponate werden ausführlich auf Tschechisch und Englisch erläutert.
Der Eintritt ist kostenlos. Das Museum ist mit öffentlichen Verkehrsmitteln von der Station Letňany der Metro C aus mit den Bussen erreichbar (Stand: Juni 2016).